# Origine des noms de pays
L'origine des noms de pays varie d'un pays à l'autre en fonction des hasards de l'histoire. Le nom d'un pays est généralement issu d'un nom ou d'une expression dans une des langues locales, mais il est parfois d'origine étrangère. Il rappelle souvent le nom d'une ou plusieurs populations du pays, mais peut aussi faire référence à tout autre chose. L'origine du nom est parfois controversée, voire ignorée. 
Cette liste est sans doute incomplète et peut-être mal ordonnée. Votre aide est la bienvenue !

## Nom relatif à une population ou à ses caractéristiques supposées
- Afghanistan : le pays des Afghans (Pachtounes).
- Allemagne : le pays des Alamans.
- Angleterre : le pays des Anglais.
- Arménie : le pays des Armens.
- Bangladesh : le pays des Bengalais.
- Barbade : le pays des hommes barbus.
- Belgique : le pays des Belges.
- Botswana : le pays des Tswanas.
- Bulgarie : le pays des Bulgares.
- Burkina Faso : le pays des hommes intègres (du moré Burkina (« intégrité, honneur ») et du dioula Faso (« territoire, terre, patrie »)).
- Danemark : le pays frontalier des Danois.
- Écosse : le pays des Écossais.
- Éthiopie : le pays des Noirs (Αἰθιοπία / Aithiopía en grec).
- Finlande : le pays des Finnois.
- France : le pays des Francs.
- Galles : le pays des étrangers (qui se réfère à sa location près de l'Angleterre).
- Grèce : le pays des Grecs.
- Iran : le pays des Aryens.
- Lesotho : le pays des Sotho.
- Libéria : le pays des libres (liber en latin).
- Hongrie : les Huns, arrivés de l'Asie centrale à l'Antiquité (se dit Hungaria en latin).
- Pakistan : le pays des purs (de pâk (« pur ») et stân (« pays »), en ourdou).
- Roumanie : le pays des romains.
- Russie : le pays des Rús (ou Varègues), le mot lui-même étant sans doute emprunté au finnois Ruotsi (« Suède »).
- Slovaquie et Slovénie : les deux signifient le pays des Slaves.
- Soudan : le pays des Noirs (balad as-sūdaan en arabe, de balad (« pays ») et sūdaan (« Noirs »)).
- Suède : le pays des Suédois.
- Suriname : peut-être le pays des Surinen (controversé[2]).
- Tchéquie : le pays des Tchèques.
- Thaïlande : le pays des Thaïs (des humains, en thaï).
- Turquie : le pays des Turcs (des humains forts, en turc).

## Nom relatif à une caractéristique géographique
- Algérie : peut-être Al-Djaza'ir (« les îles »), en référence à celles qui faisaient face au port d'Alger[3].
- Afrique du Sud :  se trouve au sud de l'Afrique.
- Antarctique : à l'opposé du pays des ours (ἀνταρκτικός / antarktikós en grec, de ἀντί / antí (« contre »), et  ἀρκτικός / arktikós (« relatif aux ours »), les ours en question étant sans doute la Petite et la Grande Ourses (qui donnent la direction du nord)).
- Australie : le pays du sud (australis (« du sud ») en latin).
- Autriche : le royaume de l'est (Ostarrichi en vieil allemand).
- Bahamas : les marées basses (bajas mares en espagnol).
- Belize : les eaux boueuses (nom d'origine maya, Belice en espagnol), nom donné à un fleuve côtier puis à la capitale du pays, puis au pays lui-même.
- Canada : le village (Kanata en iroquois).
- Chili : peut-être le fleuve Chili (l'actuel Río Quilca (es)), un fleuve côtier du sud du Pérou.
- Costa Rica : la riche côte (costa rica en espagnol).
- Équateur : terres proches de l'équateur géographique, et dénommées comme telles depuis 1826[4].
- Espagne : probablement l'île d'hyraxes (Î-šəpānîm en phénicien) ; mais peut-être la terre cachée[5].
- Guatemala : là où il y a beaucoup d'arbres (Quauhtlemallan en nahuatl).
- Haïti : la terre montagneuse (Hayiti en taino ou en arawak).
- Inde : probablement le fleuve frontalier, nomme donné au fleuve Indus (Sindhu en sanscrit, Hindu en persan).
- Islande : la terre de glace (Ísland en islandais).
- Japon : là où naît le soleil (Nihon en japonais, via sa prononciation chinoise).
- Luxembourg : le petit château (lüchtel (« petit ») et Burg (« château ») en allemand).
- Micronésie : les petites îles (μικρόνησος / mikrónesos en grec, de μικρός / mikrós (« petit »), et  νῆσος / nêsos (« île »)).
- Monténégro : la montagne noire (montenegro en vénitien).
- Namibie : le désert du Namib (« là où il n'y a rien », en Khoïkhoï).
- Norvège : peut-être le chemin du nord (nord veg en vieux norrois) ; ou bien le long de la côte (noreg ou nuorrek en same).
- Nouvelle-Zélande : la nouvelle terre de mer (Nieuw-Zeeland en néerlandais ; le pays est nommé d'après une province des Pays-Bas qui signifie « terre de mer »).
- Pays-Bas : la terre ici est très basse.
- Pologne : pays des plaines (Pole, dans les langues slaves).
- Portugal : peut-être le beau port (portus cale en latin, l'actuel Porto).
- Sierra Leone : les monts du lion (serra leoa en portugais).
- Singapour : la ville du lion (सिंगापोर (siṃhapura) en sanscrit).
- Sri Lanka : l'île resplendissant (श्री लंका (sri lanka) en sanscrit).
- Suriname : peut-être la rivière Soronama, d'après la plus ancienne carte, gravée en 1675[2].
- Tchad : le grand lac (tsade en kanouri).
- Timor oriental : l'est de l'est (timur signifie « l'est » en indonésien).
- Tonga : le sud (tonga signifie « le sud » en tongien).
- Ukraine : la région intérieure ou au contraire la région frontalière (de u- (« dans ») et kraj (« région » ou bien « frontière » en proto-slave)).
- Venezuela : peut-être la petite Venise (Venezziola) d'après les maisons sur pilotis des Indiens du golfe de Maracaibo ; ou bien la grande étendue d'eau (Veneçiuela dans une langue indigène)[6],[7].
- Yémen : la droite (en arabe), c'est-à-dire le sud (en regardant le soleil levant).

## Nom relatif à une production du pays
- Argentine : Argentina sur une carte vénitienne de 1536[8], peut-être en référence à des cadeaux en argent reçus par les navigateurs vénitiens.
- Brésil : le bois de braise (pau-brasil en portugais) ou pernambouc, en référence à la couleur de son bois.
- Cameroun : originellement la rivière des Crevettes (rio dos Camarões en portugais, puis Kamerun en allemand), l'actuel fleuve Wouri.
- Chili : peut-être le piment (chilli en nahuatl).
- Chypre : le cuivre.
- Côte d'Ivoire : les défenses d'éléphants, autrefois exportées en grand nombre vers l'Europe.
- Italie : la terre de bétail (du grec ἰταλός / italós « taureau »).
- Malte : la terre de miel.

## Nom relatif à un ou des personnage(s)
- Algérie : peut-être Dzayer, du nom de Dziri ibn Menad, le père du fondateur de la ville d'Alger, Bologhin ibn Ziri[9].
- Angola : Ngola, titre des rois du Royaume de Ndongo.
- Arabie saoudite : Ibn Saoud, le fondateur du royaume.
- Bolivie : Simón Bolívar, figure emblématique de l'émancipation des colonies espagnoles d'Amérique du Sud.
- Chine : la dynastie des Qin (via l'hindi Cīn et le portugais China).
- Colombie : Christophe Colomb, le découvreur des Amériques.
- États-Unis d'Amérique : Amerigo Vespucci, explorateur supposé des Amériques.
- Géorgie : Saint-Georges, qui appare sur les armoiries du pays et le drapeau du pays est basé de sa croix.
- Israël : Jacob, surnommé yisra’él (« celui qui lutte avec Dieu ») après son combat contre l'ange.
- Liechtenstein : la maison de Liechtenstein, princes du pays depuis 1719.
- Îles Marshall : John Marshall, capitain britannique qui découvre les îles en 1788.
- Maurice : Maurice de Nassau, prince d'Orange.
- Pérou : peut-être Birú, un cacique qui gouvernait un petit territoire au sud de la baie de San Miguel (dans l'actuel Panama) au début du xvie siècle[10].
- Philippines : Felipe, l'infant d'Espagne et futur Philippe II.
- République dominicaine : Dominique de Guzmán, communément appelé « Saint-Domingue ».
- Sainte-Lucie : Lucie de Syracuse, communément appelée « Sainte-Lucie ».
- Îles Salomon : Salomon, personnage biblique.
- Salvador : le Sauveur c'est-à-dire le Christ.
- São Tomé-et-Príncipe : Saint-Thomas et un prince du Portugal.
- Seychelles : Jean Moreau de Séchelles.

## Origines diverses
- Hongrie :  le peuple des dix flèches, c'est-à-dire des dix tribus (on-ogur en turcique).
- Indonésie : Inde et les îles (νῆσος / nêsos (« île ») en grec ; mot-valise).
- Irlande : la déesse Ériu.
- Liban : le lait blanc (لُبْنَان Lubnān en arabe), via Lubnan, le nom originel du mont Liban.
- Maroc : la terre sacrée (amur n ukuc en tamazight), via Amurakuc, le nom originel de Marrakech.
- Mexique : peut-être le nombril de la Lune (Mēxihco en nahuatl, de metztli (« Lune ») et xictli (« nombril ») avec le suffixe locatif -co).
- Samoa : le centre sacré (du samoan sa (« sacré, saint ») et moa (« centre »)).
- Tanzanie : Tanganika et Zanzibar (mot-valise).
- Zimbabwe : les maisons de pierre (dzimba-dzé-mabwé en shona), nom d'une ancienne cité.